# Unešić
Unešić (italsky Unessich) je vesnice a správní středisko stejnojmenné opčiny v Chorvatsku v Šibenicko-kninské župě. Nachází se asi 17 km jihovýchodně od Drniše asi 29 km severovýchodně od Šibeniku. V roce 2011 žilo v Unešići 320 obyvatel, v celé opčině pak 1 686 obyvatel.
Do teritoriální reorganizace v roce 2010 byl Unešić součástí opčiny města Drniš.
Součástí opčiny je celkem šestnáct trvale obydlených vesnic. Dříve vesnice Donje Planjane a Gornje Planjane společně tvořily sídlo Planjane. Ačkoliv je střediskem opčiny vesnice Unešić, největším sídlem je Mirlović Zagora.
- Cera – 53 obyvatel
- Čvrljevo – 81 obyvatel
- Donje Planjane – 37 obyvatel
- Donje Utore – 16 obyvatel
- Donje Vinovo – 79 obyvatel
- Gornje Planjane – 166 obyvatel
- Gornje Utore – 64 obyvatel
- Gornje Vinovo – 33 obyvatel
- Koprno – 97 obyvatel
- Ljubostinje – 60 obyvatel
- Mirlović Zagora – 387 obyvatel
- Nevest – 103 obyvatel
- Ostrogašica – 47 obyvatel
- Podumci – 91 obyvatel
- Unešić – 320 obyvatel
- Visoka – 52 obyvatel

Opčinou procházejí župní silnice Ž6092, Ž6094, Ž6098 a Ž6110. Je rovněž napojena na železniční trať Knin–Split.